# Gran Turismo 5
Gran Turismo 5 (|グランツーリスモ 5, Guran Tsūrisumo Faibu, sovint abreujat com GT5) és una videojoc de curses de simulació en vídeo produït per a la consola PlayStation de Sony, PlayStation 2, PlayStation 3 i PSP, de gran èxit de crítica i públic. Tots els jocs busquen simular l'aparença i el rendiment d'una àmplia selecció de vehicles, gairebé tots els quals tenen llicència per reproduir automòbils del món real. Des de la primera entrada de la franquícia el desembre de 1997, més de 53 milions d'unitats s'han venut a tot el món per a PlayStation, PlayStation 2, PlayStation 3 i PSP.

## Història del Joc
La sèrie de Gran Turismo està representada per cinc llançaments, dues per al PlayStation, dos per a la PlayStation 2 i un altre per al  PSP. Polyphony Digital ha anunciat la producció d'un altre títol que s'anomenarà Gran Turismo 5.

### Jocs Principals
| Títol                  | Any de llançament | Plataforma           | Cotxes | Tracks |
| ---------------------- | ----------------- | -------------------- | ------ | ------ |
| Gran Turismo           | 1997/1998         | PlayStation          | 178    | 11     |
| Gran Turismo 2         | 1999/2000         | PlayStation          | 650    | 27     |
| Gran Turismo 3: A-Spec | 2001              | PlayStation 2        | 180+   | 34     |
| Gran Turismo 4         | 2005              | PlayStation 2        | 722    | 51     |
| Gran Turismo Portable  | 2009              | PlayStation Portable | 830    | 117    |

### Seqüeles
| Títol                                   | Any de llançament | Plataforma    |
| --------------------------------------- | ----------------- | ------------- |
| Gran Turismo Concept: 2001 Tokyo        | 2002              | PlayStation 2 |
| Gran Turismo Concept: 2002 Tokyo-Seoul  | 2002              | PlayStation 2 |
| Gran Turismo Concept: 2002 Tokyo-Geneva | 2002              | PlayStation 2 |
| Gran Turismo 4 Prologue                 | 2003/2004         | PlayStation 2 |
| Gran Turismo 4 Online (test version)    | 2006              | PlayStation 2 |
| Gran Turismo HD                         | 2006              | PlayStation 3 |
| Gran Turismo 5 Prologue                 | 2007/2008         | PlayStation 3 |

## Cotxes
En aquesta edició hi haurà més de 900 vehicles amb marques com:
- AC Cars
- Acura
- Alfa Romeo
- Alpine
- Arnuse
- ASL
- Audi
- Bentley
- Blitz
- BMW
- Bugatti
- Buick
- Cadillac
- Callaway
- Chaparral
- Chevrolet
- Chrysler
- Citroën
- Cizeta
- Daihatsu
- DMC
- Dodge
- Ferrari
- Fiat
- Ford
- Honda
- Hyundai
- Infiniti
- Isuzu
- Jaguar
- Lancia
- Land Rover
- Lexus
- Lotus
- Mazda
- Mercedes-Benz
- Mitsubishi
- Nismo-Nissan
- Opel-Vauxhall
- Opera
- Pagani Zonda
- Pescarolo
- Peugeot
- Pontiac
- Renault
- RUF-Porche
- Seat
- Spoon
- Subaru
- Suzuki
- Tommykaira
- Toyota
- TVR
- Volkswagen
- Volvo

## Circuits Reals
Inclou imatges de circuits reals.

### Alemanya
- Hockenheim
- Nürburgring
- Nordschleife

### Bèlgica
- Spa-Francorchamps
- Circuit de Zolder

### Espanya
- Circuit Permanent de Jerez
- Circuit Ricardo Tormo

### EUA
- Daytona International Speedway
- Mazda Raceway Laguna Seca
- Indianapolis Motor Speedway
- Infineon Raceway

### França
- Circuit de la Sarthe (Le Mans)
- Circuit de Nevers Magny-Cours

### Itàlia
- Circuit de Monza
- Circuit d'Imola

### Japó
- Fuji Speedway
- Circuit de Suzuka
- Ring Motegi Twin
- Circuit de Tsukuba

### Mònaco
- Circuit de Mònaco

### Portugal
- Circuit d'Estoril

### Regne Unit
- Marques ○ escotilla
- Circuit de Silverstone
- Top Gear Test Track

### Xina
- Circuit Internacional de Xangai

## Circuits llocs imaginaris

### Corea
- Seül

### Espanya
- Madrid

### EUA
- El Capità (Parc Nacional de Yosemite, Califòrnia)
- Las Vegas
- Nova York
- Seattle

### França
- París - George V
- París - Opera

### Hong Kong
- Hong Kong

### Italia
- Citta di Ària (Assís)
- Costa di Amalfi (Capri)

### Japó
- Ruta 246 de Tòquio

### Regne Unit
- Londres

### Suïssa
- Eiger Nordwand (Kleine Scheidegg, Berna)

## Circuits imaginaris
- Anell d'alta velocitat
- Hill albercoc
- Anell de Tardor
- Deep Forest Raceway
- Speedway Grand Valley
- Volant Raceway
- Conduir el Parc
- Muntanya de Primera Instància Clubman
- Ruta Special Stage 5
- Etapa Especial Ruta 11

### EUA
- Les roques Catedral (Parc Nacional de Yosemite, Califòrnia)
- Gran Canó

### França
- Chamonix

### Polinèsia Francesa
- Tahití

### Suïssa
- Alps suïssos